# Badia (Castiglione del Lago)
Badia è una frazione del comune di Castiglione del Lago, in provincia di Perugia.
Il paese si trova in collina, a 326 m s.l.m., a sud-est del capoluogo, sul versante che dà sul lago Trasimeno. 
Secondo i dati del censimento Istat 2001, i residenti sono 44,, mentre il sito del Comune riporta una cifra di 264 abitanti. Altre località adiacenti alla frazione sono I Lopi (350 m, 31 abitanti), Cerreta e Villa.

## Storia
Già gli etruschi abitarono questi luoghi, come dimostrato dai numerosi rinvenimenti effettuati in zona.
Il nome del paese è dovuto alla presenza di un'abbazia benedettina che si trovava a breve distanza dal centro odierno, in prossimità dell'attuale chiesa parrocchiale. Attorno all'abbazia si svilupparono ed ingrandirono piccole ville rurali che col tempo diventarono le località di Lopi, Ranciano (303 m, 47 abitanti) e San Biagio.
Badia fu una delle 14 poste del cosiddetto Chiugi Perugino (il territorio sud-occidentale del Trasimeno). La sorte dell'abbazia fu quella di essere posta in commenda, mentre la chiesa assurse a parrocchia.
Durante la seconda guerra mondiale, la battaglia del Trasimeno occorse anche in questi luoghi e la chiesa fu distrutta: solo a guerra finita, fu ricostruita.

Chiese di Badia
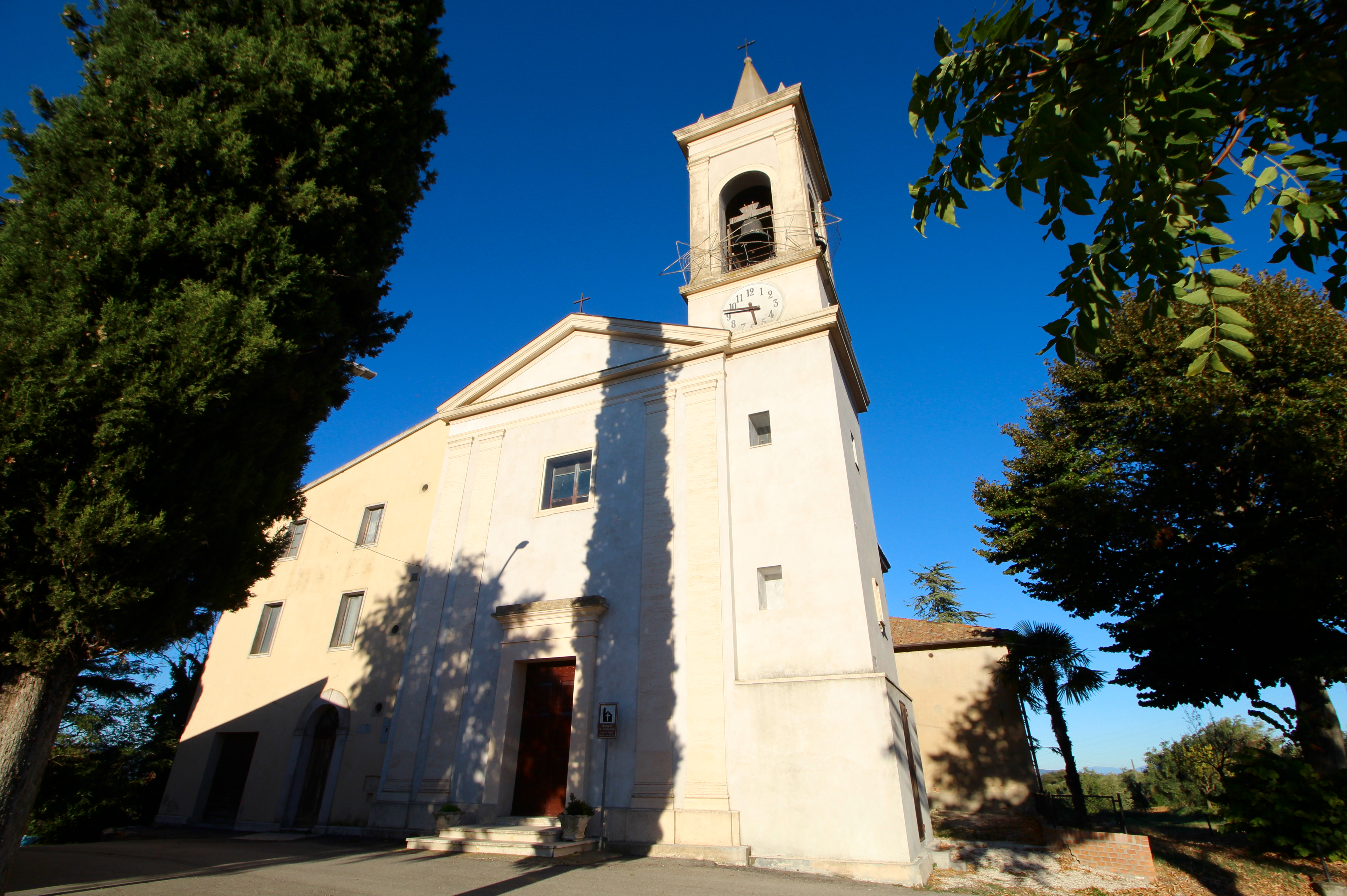
San Cristoforo
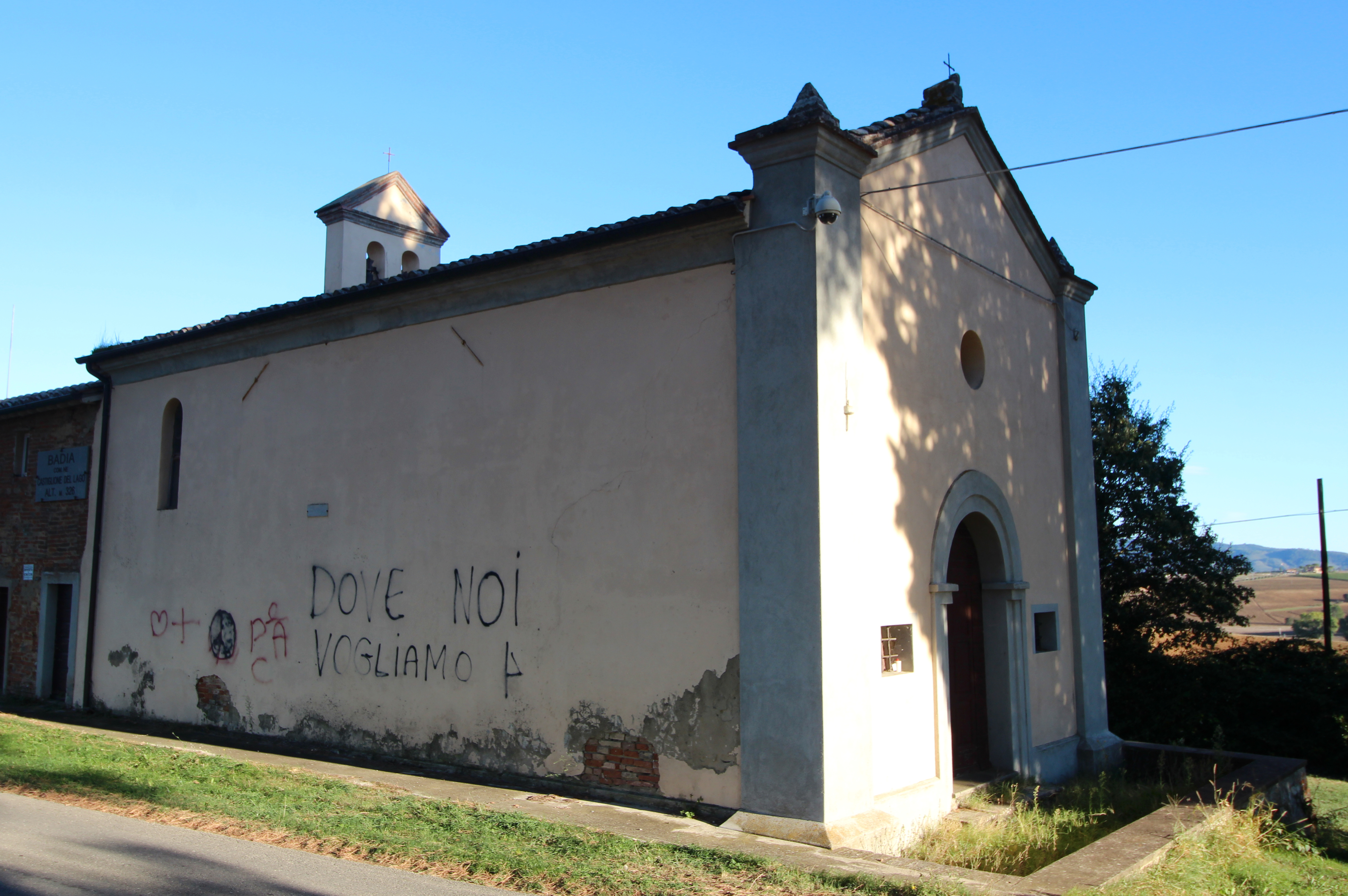
Santa Maria Assunta